# Seven de Singapur 2006
El Seven de Singapur de 2006 fue la cuarta edición del torneo de rugby 7, fue el sexto torneo de la temporada 2005-06 de la Serie Mundial Masculina de Rugby 7.
Se disputó en la instalaciones del Estadio Nacional de Singapur.

## Fase de grupos

### Grupo A
| Equipo    | Encuentros | Encuentros | Encuentros | Encuentros | Tantos  | Tantos    | Tantos     | Puntos |
| Equipo    | jugados    | ganados    | empatados  | perdidos   | a favor | en contra | diferencia | Puntos |
| --------- | ---------- | ---------- | ---------- | ---------- | ------- | --------- | ---------- | ------ |
| Fiyi      | 3          | 3          | 0          | 0          | 153     | 7         | 146        | 9      |
| Australia | 3          | 2          | 0          | 1          | 85      | 38        | 47         | 7      |
| Japón     | 3          | 1          | 0          | 2          | 54      | 99        | -45        | 5      |
| Singapur  | 3          | 0          | 0          | 3          | 0       | 148       | -148       | 3      |

Nota: Se otorgan 3 puntos al equipo que gane un partido, 2 al que empate y 1 al que pierda

### Grupo B
| Equipo        | Encuentros | Encuentros | Encuentros | Encuentros | Tantos  | Tantos    | Tantos     | Puntos |
| Equipo        | jugados    | ganados    | empatados  | perdidos   | a favor | en contra | diferencia | Puntos |
| ------------- | ---------- | ---------- | ---------- | ---------- | ------- | --------- | ---------- | ------ |
| Inglaterra    | 3          | 2          | 0          | 1          | 85      | 31        | 54         | 7      |
| Samoa         | 3          | 2          | 0          | 1          | 66      | 47        | 19         | 7      |
| Kenia         | 3          | 2          | 0          | 1          | 50      | 59        | -9         | 7      |
| Corea del Sur | 3          | 0          | 0          | 3          | 33      | 97        | -64        | 3      |

### Grupo C
| Equipo    | Encuentros | Encuentros | Encuentros | Encuentros | Tantos  | Tantos    | Tantos     | Puntos |
| Equipo    | jugados    | ganados    | empatados  | perdidos   | a favor | en contra | diferencia | Puntos |
| --------- | ---------- | ---------- | ---------- | ---------- | ------- | --------- | ---------- | ------ |
| Sudáfrica | 3          | 2          | 0          | 1          | 86      | 33        | 53         | 7      |
| Argentina | 3          | 2          | 0          | 1          | 71      | 41        | 30         | 7      |
| Escocia   | 3          | 2          | 0          | 1          | 73      | 54        | 19         | 7      |
| Hong Kong | 3          | 0          | 0          | 3          | 12      | 114       | -102       | 3      |

### Grupo D
| Equipo        | Encuentros | Encuentros | Encuentros | Encuentros | Tantos  | Tantos    | Tantos     | Puntos |
| Equipo        | jugados    | ganados    | empatados  | perdidos   | a favor | en contra | diferencia | Puntos |
| ------------- | ---------- | ---------- | ---------- | ---------- | ------- | --------- | ---------- | ------ |
| Nueva Zelanda | 3          | 3          | 0          | 0          | 105     | 27        | 78         | 9      |
| Francia       | 3          | 1          | 1          | 1          | 62      | 43        | 19         | 6      |
| Canadá        | 3          | 1          | 1          | 1          | 51      | 48        | 3          | 6      |
| China         | 3          | 0          | 0          | 3          | 22      | 122       | -100       | 3      |

## Fase Final

### Cuartos de final
| 9 de abril | Fiyi | 14 - 12 | Samoa |  |  |

| 9 de abril | Argentina | 21 - 14 | Nueva Zelanda |  |  |

| 9 de abril | Inglaterra | 26 - 14 | Australia |  |  |

| 9 de abril | Sudáfrica | 15 - 12 | Francia |  |  |

### Semifinal
| 9 de abril | Fiyi | 26 - 7 | Argentina |  |  |

| 9 de abril | Inglaterra | 33 - 14 | Sudáfrica |  |  |

### Final
| 9 de abril | Fiyi | 40 - 19 | Inglaterra |  |  |

| Bandera de Fiyi        |
| Campeón Fiyi           |
| 3º título del circuito |